# Mitja Lavrič
Mitja Lavrič, slovenski ekonomist in gospodarstvenik, * 3. julij 1934, Ljubljana. 
Lavrič je leta 1963 diplomiral na ljubljanski EF. Po končanem študiju je bil od 1964 do 1970 vodja komercialne službe v Pivovarni Union in od 1970 do 1976 vodja prodajnega sektorja v tovarni Kolinska ter od 1976 do 2003 generalni direktor Pivovarne Union v Ljubljani.

## Nagrade in priznanja
- Valvasorjeva nagrada za življenjsko delo za leto 1989 za pobudo za ustanovitev Pivovarskega muzeja.